# Myscelia leucocyana
Myscelia leucocyana är en fjärilsart som beskrevs av Felder 1861. Myscelia leucocyana ingår i släktet Myscelia och familjen praktfjärilar. Inga underarter finns listade i Catalogue of Life.

## Bildgalleri

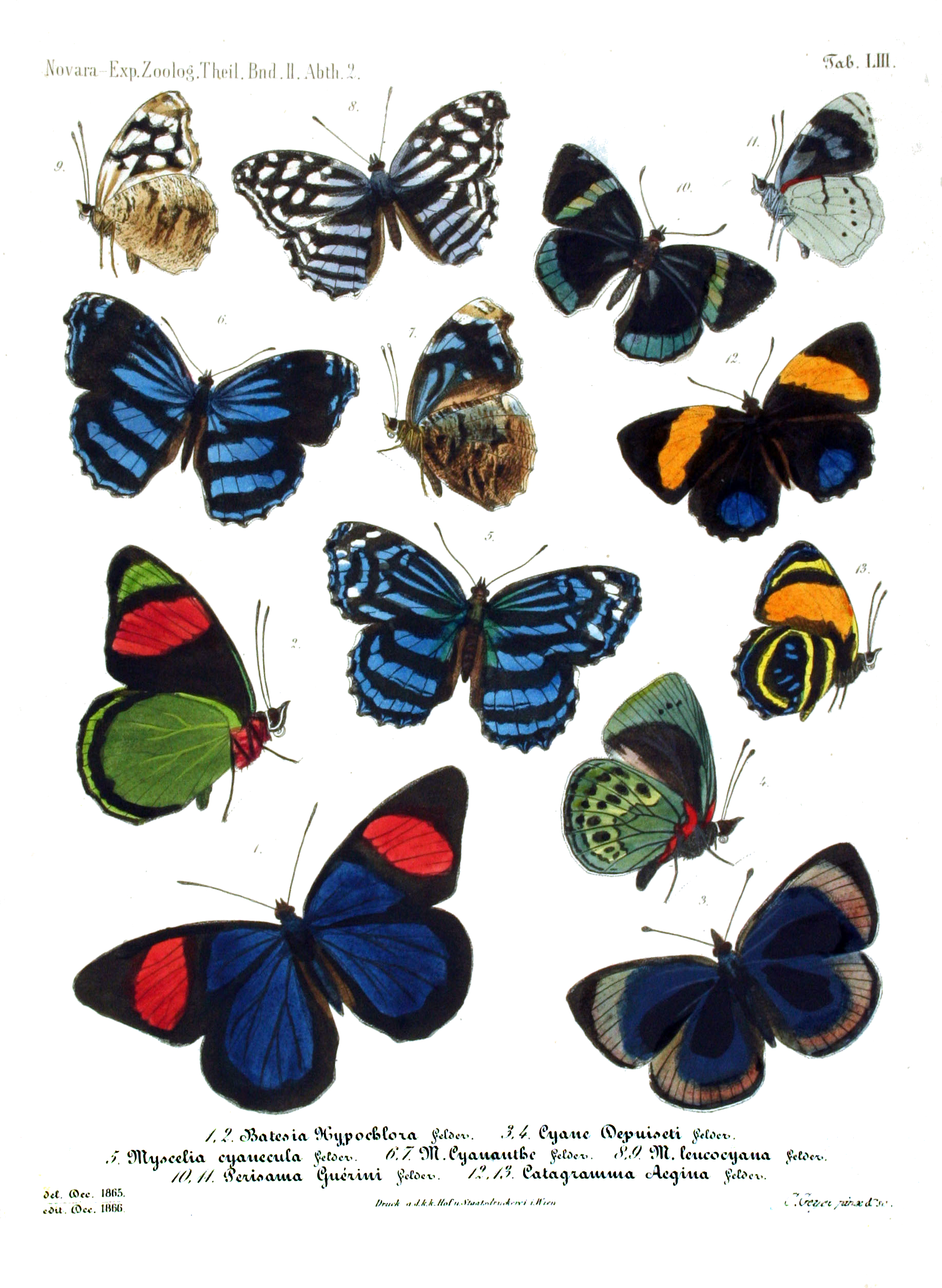